# منطقة تحت الخيمة

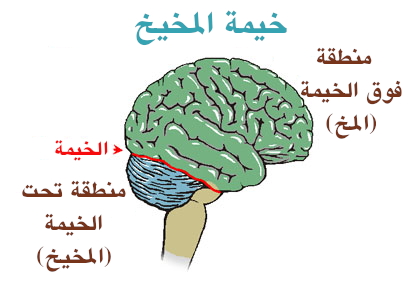
منطقة تحت الخيمة وتحتوي المخيخ، وفوق الخيمة وتحتوي المخ

منطقة تحت الخيمة (بالإنجليزية: Infratentorial region)‏ هي منطقةٌ تشريحيَّة دماغيَّة تقع أسفل خيمة المخيخ، أما المنطقة الموجودة أعلاه فتسمى منطقة فوق الخيمة. تتضمن منطقة تحت الخيمة عدة هياكل تشريحيَّة ومنها المخيخ، أما فوق الخيمة فهناك المخ. تُعصب الأم الجافيَّة تحت الخيمة بأعصابٍ من الفقرة العنقية الأولى حتى الثالثة.